# پیوند هیدروژنی

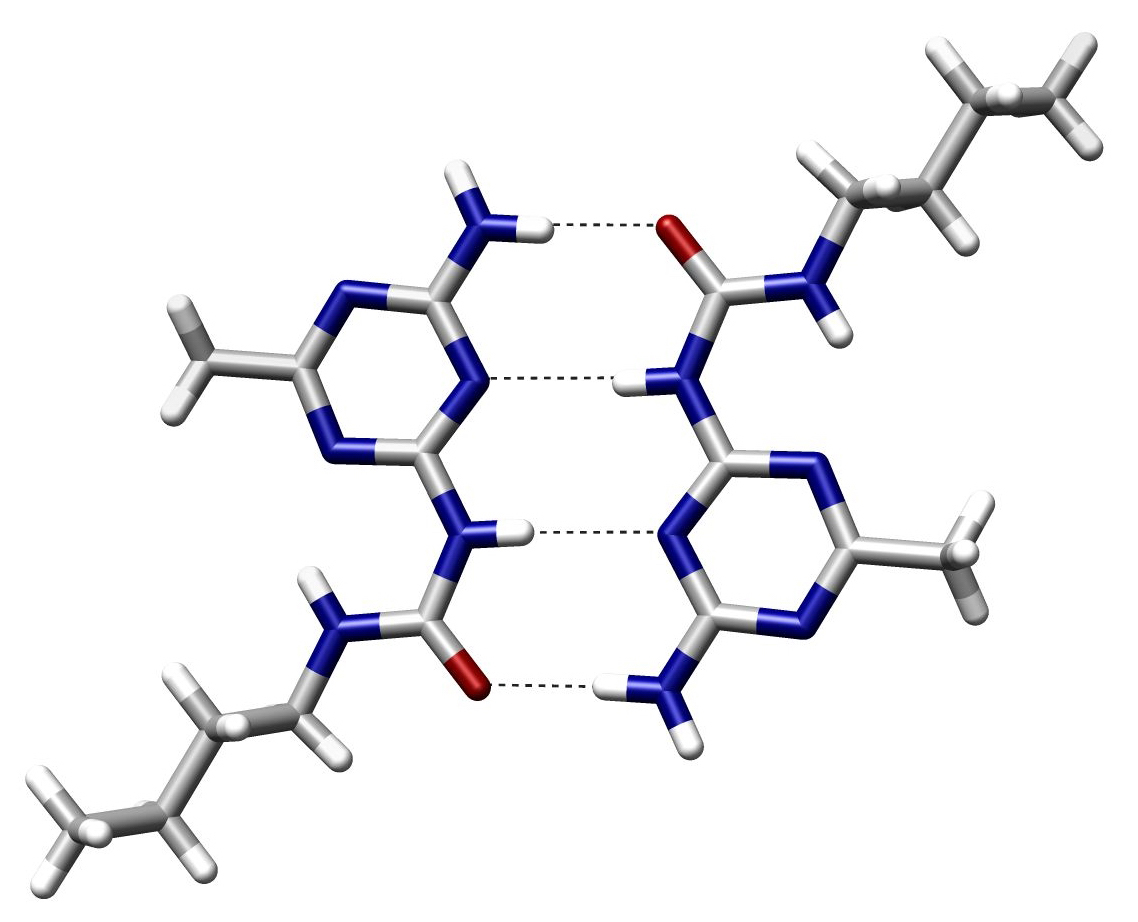
مثالی از پیوند هیدروژنی بین ملکولی، گزارش از بیر و همکاران (۱۹۹۸)

پیوند هیدروژنی (به انگلیسی: Hydrogen bond) بین اتم‌های هیدروژن و اتم‌هایی که الکترونگاتیوی بالایی دارند شکل می‌گیرد. این پیوندها می‌توانند بین مولکول‌های مختلف یا بین اتم‌های مختلف یک مولکول (بین مولکولی) ایجاد شوند. پیوند هیدروژنی (۵–۳۰ kj/mol) از پیوندهای یونی و پیوندهای کووالانسی ضعیف تر است. این نوع پیوند شیمیایی در هر دو نوع مولکول‌های غیر آلی (مانند آب) و آلی (مانند DNA) دیده می‌شود.پیوند های هیدروژنی بین عنصر هیدروژنی که متصل به یکی از عناصر فلوئور (۹)، اکسیژن (۸) و نیتروژن (۷) است، با یکی دیگر از این عناصر که مربوط به مولکولی دیگر است تشکیل می شود.خاصیت نقطه جوش بالای آب نسبت به هیدروژن سولفید، یکی از ویژگی های بارز پیوند هیدروژنی است.

## پیوند
این پیوند درون ترکیباتی دیده می‌شود که هم هیدروژن و هم عناصر با الکترونگاتیوی بالا (مانند:اکسیژن، نیتروژن، فلوئور) وجود داشته باشد.

## مقایسهٔ انرژی پیوند هیدروژنی با دیگر پیوندها
انرژی پیوند هیدروژنی تقریباً ۲۰ کیلوژول بر مول است؛ بنابراین، پیوند هیدروژنی، ضعیف‌تر از پیوندهای کووالانسی یا یونی که حدود چند صد کیلوژول بر مول انرژی دارند، می‌باشد اما از جاذبه‌های موقت با دامنهٔ کوتاه که به نیروهای واندروالس معروفند - با انرژی تقریبی ۴ کیلو ژول بر مول- قوی تر می‌باشد؛ بنابراین، پیوند هیدروژنی مسئول بسیاری از خواص منحصر به فرد آب در مقایسه با مولکول‌هایی با اندازهٔ مولکولی یکسان است.

## پیوند هیدروژنی در آب

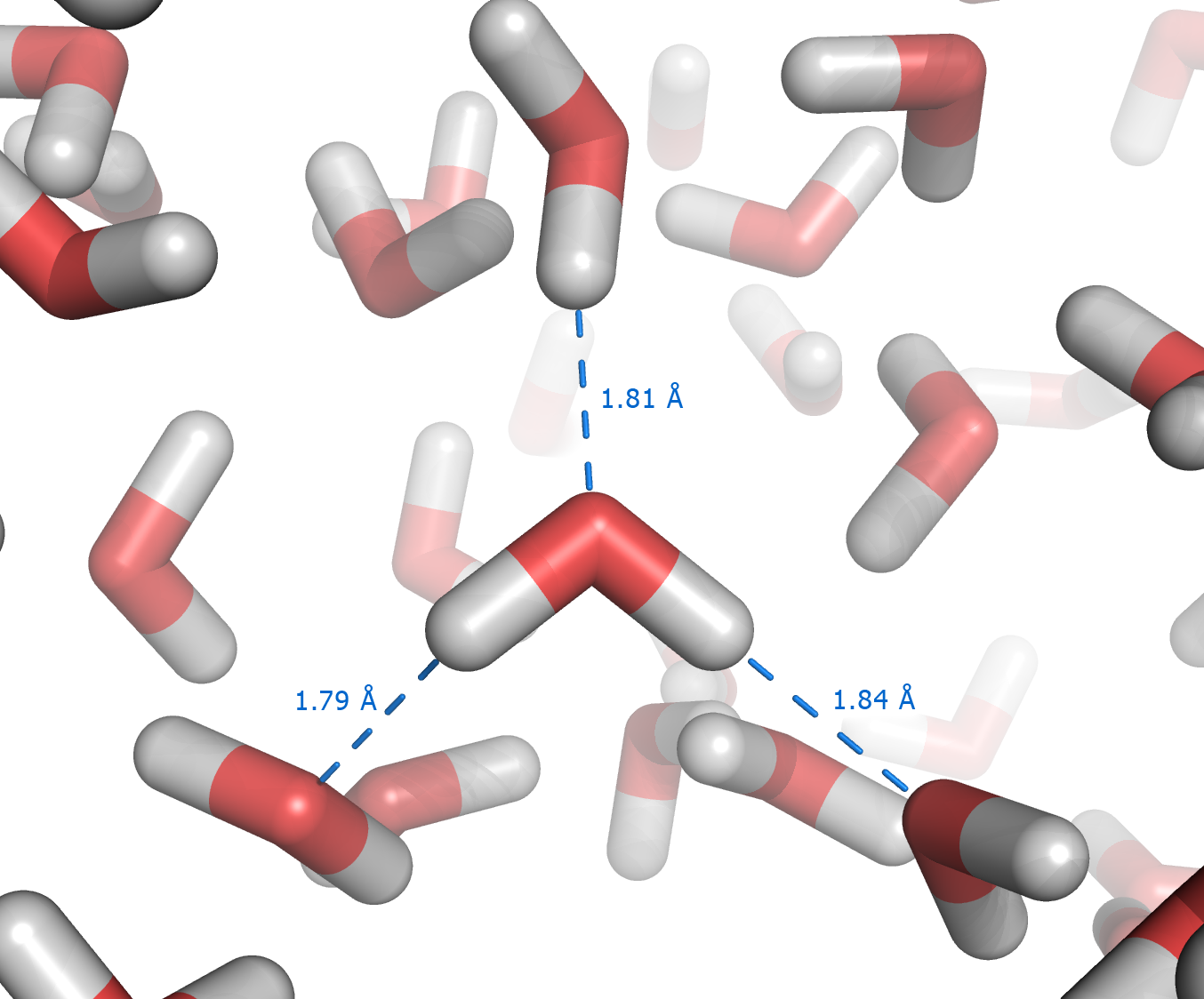
شبیه‌سازی‌شده پیوند هیدروژنی در آب

هنگامی که مولکول‌های آب در کنار هم جا می‌گیرند، میان اتم اکسیژن از یک مولکول (که جزئی بار منفی دارد) و اتم هیدروژن از مولکول دیگر (که جزئی بار مثبت دارد) نوعی کشش یا پیوند «الکترواستاتیکی» شکل می‌گیرد که همان پیوند هیدروژنی است.
به دلیل نظم تقریباً ۴ وجهی الکترون‌ها پیرامون مولکول آب، هر مولکول آب به‌طور بالقوه می‌تواند با ۴ مولکول آب دیگر پیوند هیدروژنی برقرار کند. همین پیوند هیدروژنی میان مولکول‌های آب، موجب پیوستگی سطحی شدید روی آب مایع شده‌است.
پیوند هیدروژنی موجب ویژگی‌های شگفتی در آب شده‌است. برای نمونه:
- بالا بودن ظرفیت گرمایی
- بالا بودن گرمای نهان تبخیر
- افزایش حجم غیرعادی در مقابل کاهش دما (از ۰ تا ۴-درجه سانتی گراد)[۳]

## آب پیوندی
پیوند هیدروژنی علاوه بر ایجاد واکنش بین مولکول‌های آب، مسئول جاذبهٔ بین مولکول‌های آب با سایر مولکول‌ها یا سطوح است. به عنوان مثال، پیوند هیدروژنی اساس تشکیل لایه آبی است که در اطراف ماکرومولکول‌های مهم بیولوژیکی نظیر پروتئین‌ها، اسیدهای نوکلئیک و کربوهیدرات‌ها وجود دارد. این لایه‌ها به‌طور محکم پیوند برقرار کرده و به شدت آرایش یافته‌اند، اغلب به آب پیوندی Bound water معروفند. برآورد شده‌است که آب پیوندی ۳۰ درصد وزن خشک مولکول‌های پروتئین هیدراته را تشکیل می‌دهد. آب پیوندی برای پایداری مولکول‌های پروتئین مهم است. آب پیوندی لایه‌ای ضربه گیر در اطراف پروتئین ایجاد می‌کند که مانع از نزدیکی زیاد مولکول‌ها و در نتیجه (مانع از) توده‌ای شدن و رسوب آن‌ها می‌شود.
در آب‌شناسی آب پیوندی لایه بسیار نازکی است که مواد معدنی را احاطه می‌کند.